# Principi de Landauer
El principi de Landauer és un principi físic pertanyent al límit teòric inferior del consum d'energia de la computació. Sosté que un canvi irreversible en la informació emmagatzemada en un ordinador, com ara la fusió de dues vies computacionals, dissipa una quantitat mínima de calor al seu entorn.
El principi va ser proposat per primera vegada per Rolf Landauer el 1961.

## Declaració
El principi de Landauer estableix que l'energia mínima necessària per esborrar un bit d'informació és proporcional a la temperatura a la qual està funcionant el sistema. Més concretament, l'energia necessària per a aquesta tasca computacional ve donada per
{\displaystyle E\geq k_{\text{B}}T\ln 2,}
on {\displaystyle k_{\text{B}}} és la constant de Boltzmann. A temperatura ambient, el límit de Landauer representa una energia d'aproximadament 0.018 eV (2.9×10−21 J). Els ordinadors moderns utilitzen aproximadament mil milions de vegades més energia per operació.

## Història
Rolf Landauer va proposar el principi per primera vegada l'any 1961 mentre treballava a IBM. Va justificar i va indicar límits importants a una conjectura anterior de John von Neumann. Per aquest motiu, de vegades es coneix com a limitació de Landauer o límit de Landauer.
El 2008 i el 2009, els investigadors van demostrar que el principi de Landauer es pot derivar de la segona llei de la termodinàmica i el canvi d'entropia associat al guany d'informació, desenvolupant la termodinàmica dels sistemes quàntics i clàssics controlats per retroalimentació.
L'any 2011, es va generalitzar el principi per demostrar que si bé l'esborrat de la informació requereix un augment de l'entropia, aquest augment teòricament es podria produir sense cap cost energètic. En canvi, el cost es pot prendre en una altra quantitat conservada, com ara el moment angular.
En un article de 2012 publicat a Nature, un equip de físics de l'École normale supérieure de Lió, la Universitat d'Augsburg i la Universitat de Kaiserslautern va descriure que, per primera vegada, havien mesurat la petita quantitat de calor alliberada quan es donava una mica de dades. esborrat.
El 2014, experiments físics van provar el principi de Landauer i van confirmar les seves prediccions.
El 2016, els investigadors van utilitzar una sonda làser per mesurar la quantitat de dissipació d'energia que es va produir quan un bit nanomagnètic va passar d'apagat a encès. Girar el bit va requerir 26 milielectronvolts (4,2 zeptojoules).
Un article de 2018 publicat a Nature Physics presenta un esborrat de Landauer realitzat a temperatures criogèniques (T = 1 K) en una matriu d'imants moleculars quàntics d'alt gir ( S = 10). La matriu està feta per actuar com un registre de rotació on cada nanoimant codifica un sol bit d'informació. L'experiment ha establert les bases per a l'extensió de la validesa del principi de Landauer al regne quàntic. A causa de la dinàmica ràpida i la baixa "inèrcia" dels girs individuals utilitzats en l'experiment, els investigadors també van mostrar com es pot dur a terme una operació d'esborrat amb el menor cost termodinàmic possible, el que imposa el principi de Landauer, i a gran velocitat.